# Elektronenenergieverlustspektroskopie
Elektronenenergieverlustspektroskopie wird meist mit dem Akronym EELS (englisch electron energy loss spectroscopy) abgekürzt und im Deutschen in älterer Literatur auch EEVA (Elektronenenergieverlustanalyse) genannt. Eingesetzt wird sie im Wesentlichen in der analytischen Transmissionselektronenmikroskopie zur stöchiometrischen und elektronischen Charakterisierung anorganischer und organischer Strukturen sowie, als Sonderform HREELS, in der Oberflächenchemie und Oberflächenphysik zur Untersuchung von Festkörperoberflächen (siehe hierzu auch Schwingungsspektroskopie, Elektronenspektroskopie).

## Funktionsweise
Bei dieser Spektroskopieart wird das Spektrum des Energieverlustes zunächst monoenergetischer („monochromatischer“) Elektronen nach Wechselwirkung mit einer Probe bestimmt. Monoenergetisch bedeutet hier insbesondere, dass die Breite der Energieverteilung der Primärelektronen klein gegenüber der Breite des gemessenen Spektrums sein soll, die Breite dieser Primärenergieverteilung bestimmt natürlich auch die erreichbare spektrale Auflösung des Verfahrens.
Die Primärelektronen wechselwirken über ihr elektrisches Feld mit den geladenen Teilchen der Probe (in Atomkernen mit Neutronen zusammengefasste Protonen sowie Elektronen). Da die Atomkerne sehr viel massereicher sind als einzelne Elektronen, ist der Energieübertrag von den Primärelektronen auf die Kerne vernachlässigbar (sogenannte elastische und quasielastische Streuung). Anders ist das bei der Wechselwirkung mit den Festkörperelektronen. Hier kann es zu merklichen Energieverlusten kommen (inelastische Streuung). Den Festkörperelektronen als Fermionen sind nun keine beliebigen Energieaufnahmen gestattet. Die für sie erlaubten energetischen Zustände und Übergänge dazwischen sind durch die Bandstruktur bzw. in guter Näherung für tieferliegende Energieniveaus durch die atomaren Bindungszustände vorgegeben. Daraus folgt eine charakteristische Wahrscheinlichkeitsverteilung für Energieüberträge: das Energieverlustspektrum, das im EELS-Experiment bestimmt wird. 
Meist ist mit EELS die Anwendung der Methode im Transmissionselektronenmikroskop gemeint. Die Primärenergie {\displaystyle E_{0}} liegt bei einigen 10 keV bis zu einigen 100 keV (1 keV = 1000 eV), mit einer Verteilungsbreite von meist 0,8 eV bis etwa 2,5 eV. Bei Einsatz von Feldemissionskathoden erzielt man minimale Breiten von etwa 0,35 eV, noch geringere Energiebreiten erfordern die Benutzung von energiegefilterten Elektronenquellen, sogenannten Monochromatoren. Die untersuchten Energieverluste erstrecken sich von etwa 1 eV bis zu einigen 1000 eV. 
Die Wahrscheinlichkeit eines Energieverlustes {\displaystyle \Delta E=E_{0}-E_{1}} mit {\displaystyle E_{1}} der Energie nach der inelastischen Wechselwirkung bei Streuung unter einem bestimmten Winkel wird mittels des inelastischen Streuquerschnittes (auch als inelastischer Wirkungsquerschnitt bezeichnet)
{\displaystyle {\frac {\mathrm {d} ^{2}\sigma }{\mathrm {d} \Delta E\mathrm {d} {\vec {\Omega }}}}\sim {\frac {1}{q^{2}}}\mathrm {Im} (-{\frac {1}{\epsilon (\Delta E,{\vec {q}})}})}
ausgedrückt. Hier ist {\displaystyle {\vec {q}}} die Differenz der Wellenvektoren des gestreuten Elektrons vor und nach der Streuung.{\displaystyle \mathrm {d} {\vec {\Omega }}} ist das Raumwinkelement. Das Auftreten der dielektrischen Funktion {\displaystyle \epsilon } an dieser Stelle ergibt sich daraus, dass die Elektronen eine Polarisierung hervorrufen, und die dielektrische Funktion beschreibt gerade die Polarisierbarkeit von Materialien.

## Varianten
Eine Abwandlung und Verfeinerung der Methode stellt die hochauflösende Elektronenenergieverlustspektroskopie (HREELS, Abk. für engl. high-resolution electron energy loss spectroscopy) dar, die den für die Schwingungsspektroskopie wichtigen Bereich um 15 bis 600 meV betrachtet. Bei dieser Methode wird üblicherweise mit deutlich geringeren Primärelektronenenergien als bei der normalen Energieverlustspektroskopie gearbeitet, und es werden spezielle Spektrometer eingesetzt. Die geringe Primärelektronenenergie erlaubt in der Regel nicht, in Transmission zu messen. Vielmehr ist HREELS eine Methode der Oberflächenanalytik.